# Progestativum
Een progestativum of progestatieve stof is een synthetisch vervaardigd progestageen.  Deze stoffen hebben progestatieve eigenschappen.  Dit wil zeggen dat deze stoffen op het door oestrogenen voorbereide baarmoederslijmvlies dezelfde invloed hebben als progesteron, maar niet alle andere eigenschappen daarvan in gelijke mate als progesteron bezitten.  Progesteron is het (enige) natuurlijke progestageen.
In 1938 werd ontdekt dat ethynyltestosteron (ethisteron), een synthetisch steroïd dat in structuur sterk verschilt van progesteron, progestatieve eigenschappen heeft.
Het hormoonhoudende spiraaltje (Mirena®) bevat het progestativum levonorgestrel.

## Lijst van progestativa
- Pregnanen
  - Pregnanen met acetylgroep

Medroxyprogesteronacetaat (Depo-Provera®)
Megestrolacetaat
Chlormadinonacetaat
Cyproteronacetaat
Medrogeston
- - Pregnanen zonder acetylgroep

Dydrogesteron
- Norpregnanen

Trimegeston, Promegeston, Nomegestrol
- Estranen

Norethisteron (acetaat), lynestrenol, dienogest
- Gonanen

Norgestrel, Norgestimaat, Gestodeen, Desogestrel
- Drospirenon